# Princip kontrastu

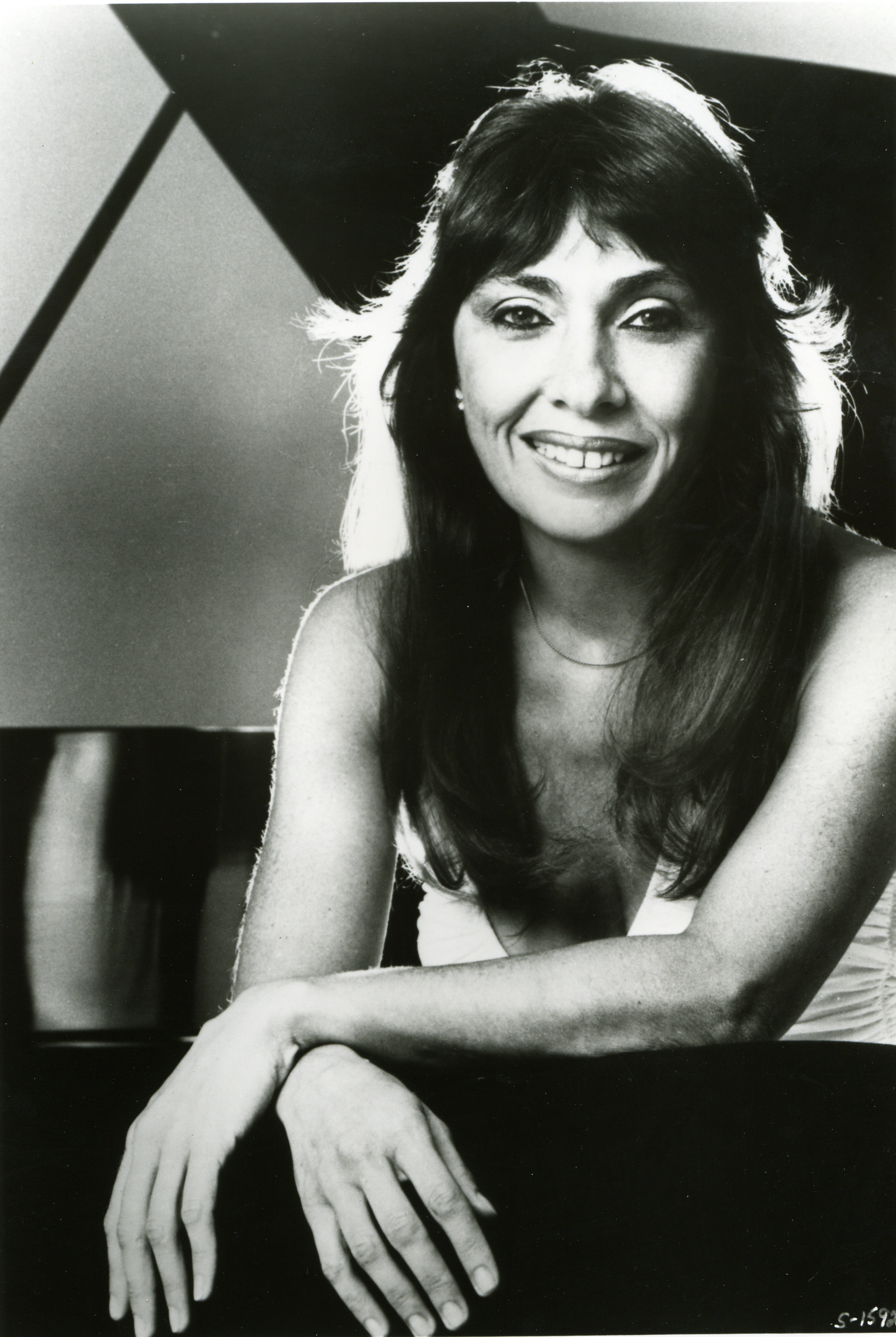
Fotograf využil střídání tonalit: tmavá-světlá-tmavá, Ruth Laredo, americká pianistka, asi 1980

Princip kontrastu je ve fotografii jedním ze základních skladebných principů pro uspořádání prvků v obrazu. Kontrast je vzájemné postavení dvou nebo více dostatečně rozdílných kvantit téže kvality. Druhy kontrastu jsou velmi různé. Ve fotografii je důležitý tonální kontrast nebo kontrast barevný. Mimo barevné kontrasty uplatňujeme kontrasty věcné, obsahové, emotivní nebo významové.
Tonální kontrast je když mezi objektem a pozadím je dostatečný tonální rozdíl. Například když je světlý objekt na tmavém pozadí a naopak. Barevný kontrast je, když objekt má jinou barvu, než pozadí, tedy při stejné tonalitě bude odlišitelný a upoutá pozornost pozorovatele.
Kontrastovat může například malé s velkým, ošklivé s krásným, hladké s drsným, staré s mladým atd.

## Low key

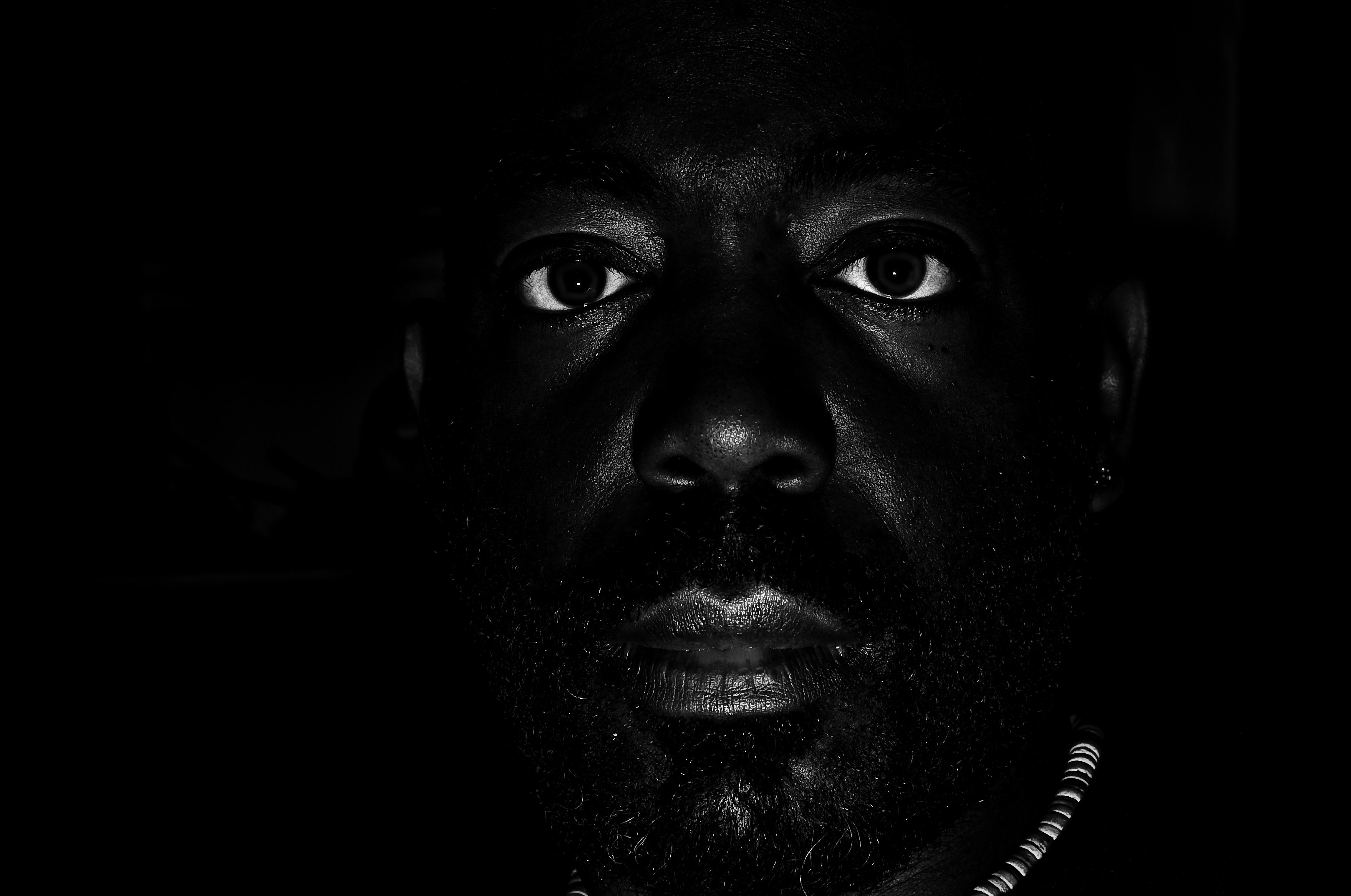
Portrét technikou low key

Low key osvětlení je styl nasvícení fotografické scény, vyznačující se převahou tmavých tónů a vysokým kontrastem mezi světlem a stínem. Vysoký kontrast činí snímky dramatičtější: zdůrazňuje jas slunce na poušti, lidské obličeje činí drsnější a starší, izoluje předměty od tmavšího okolí. U low key je toto žádoucí, proto se v něm doplňkové světlo používá zřídka. Poměr jasu světel s stínů zde dosahuje i 8:1, což je výrazně více než u osvětlení high key, kde se poměr může blížit 1:1.

## High key

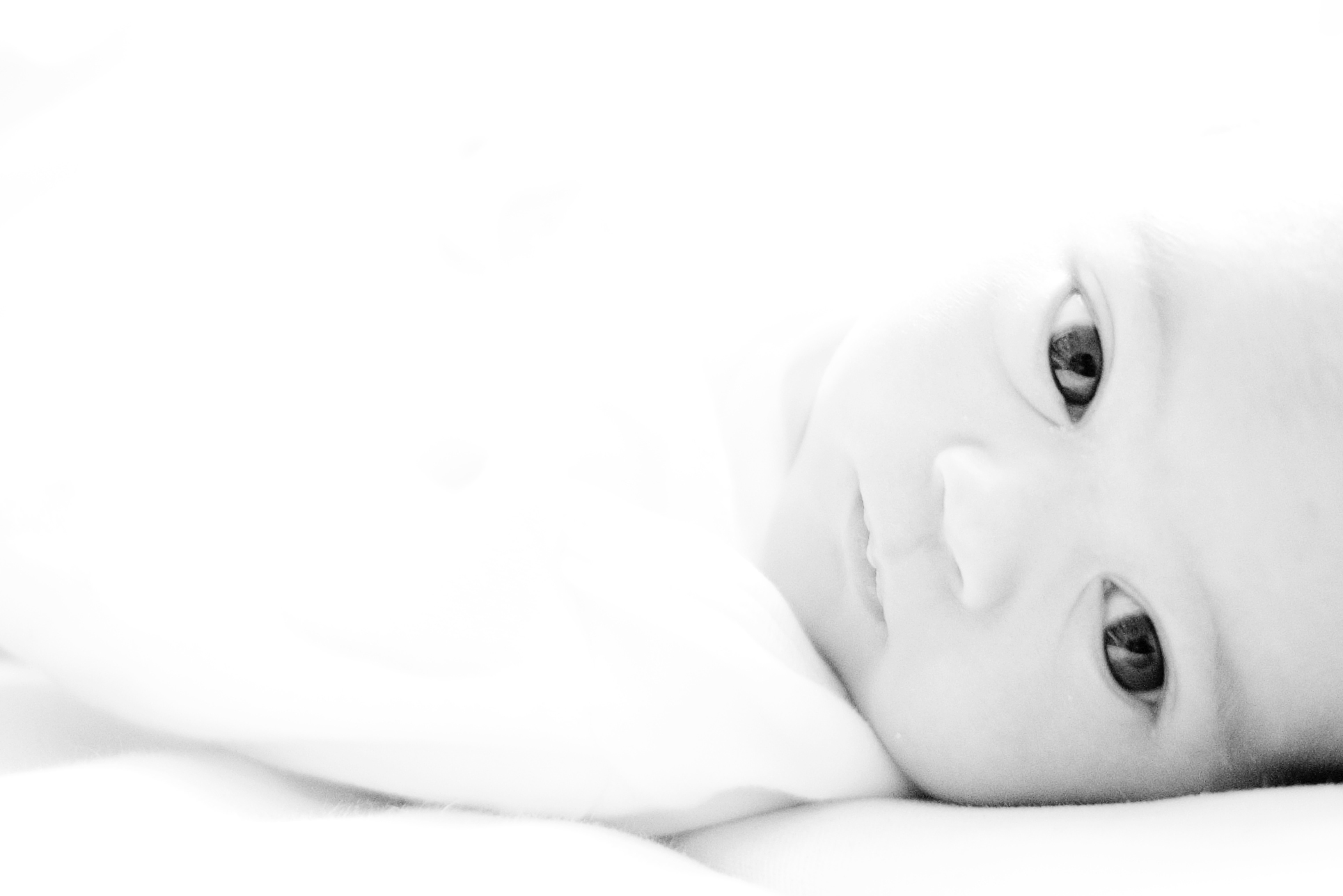
Portrét technikou high key

High key osvětlení (světlá tonalita, vysoký klíč) je styl nasvícení fotografické scény, vyznačující se převahou světlých tónů a malým kontrastem mezi světlem a stínem. Výsledný obraz je bez tmavých částí, s výjimkou drobných detailů. Malý kontrast dělá snímky poetičtější. Poměr jasu světel a stínů je u této metody 1:1, což je mnohem méně než u osvětlení low key, kde je poměr až 8:1. Osvětlení by mělo být velmi měkké, nekontrastní, avšak nikoli ploché. Pro fotografie vytvořené touto technikou jsou vhodné například blondýnky nebo modely se světlou pletí.
Pro techniku high key je specifické, že neklade důraz na modelování tvarů a forem (ačkoli toho zkušený fotograf může také dosáhnout), ale má za cíl mírným zkreslením skutečnosti potlačit ty nejmenší detaily a vady pleti v portrétní fotografii. Technika je též vhodná pro reklamní a módní fotografie, ve které je často žádoucí představovat člověka jako typ.
Jak pro low key tak i high key je žádoucí provádět korekce expozice.

## Galerie

Políčka A a B se zdají různě světlá kvůli kontrastu s okolím. Ve skutečnosti však mají stejnou barvu
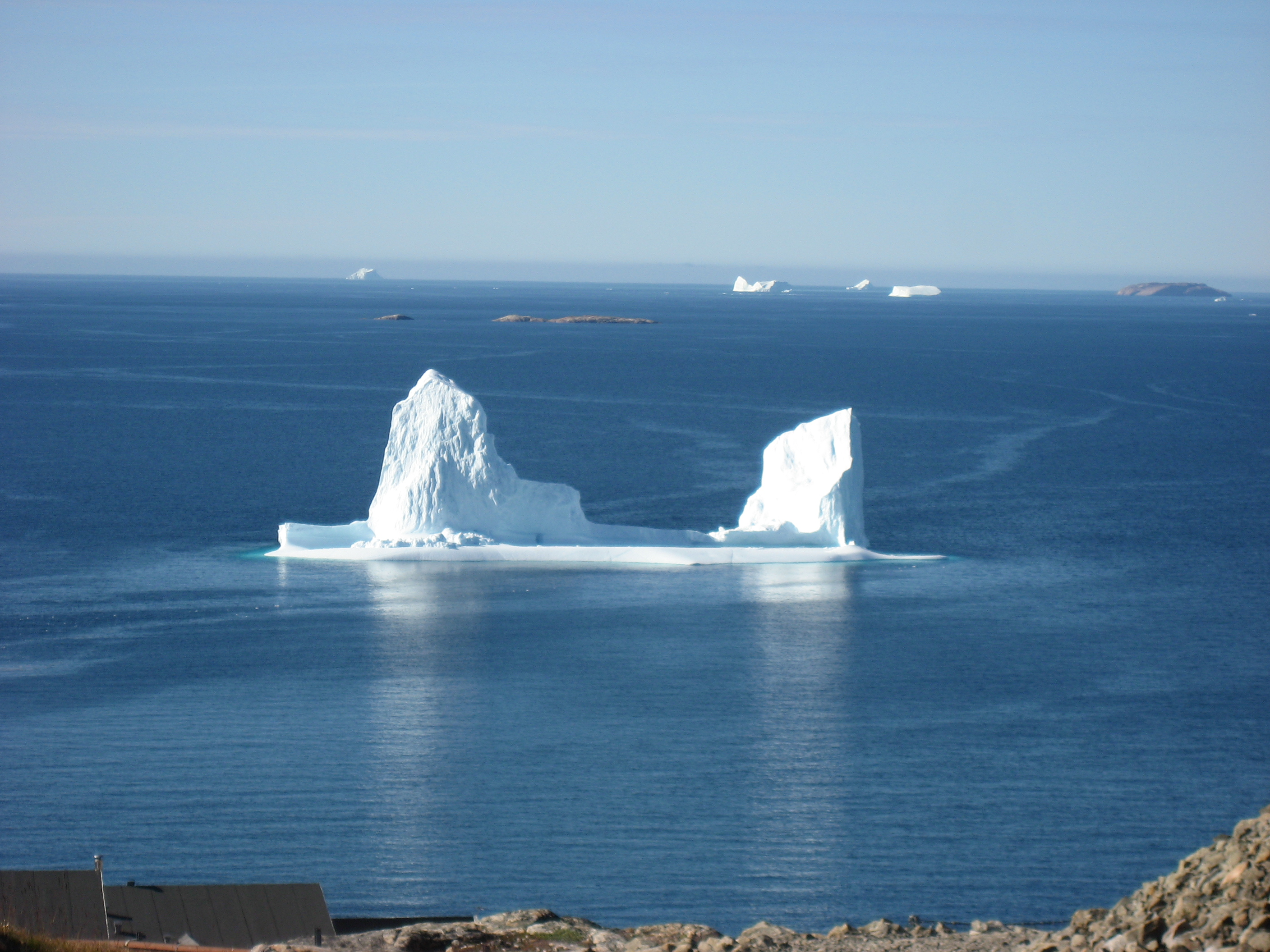
Ledovec, bílé plochy vyniknou na tmavém modrém pozadí
Bílý a černý čtverec
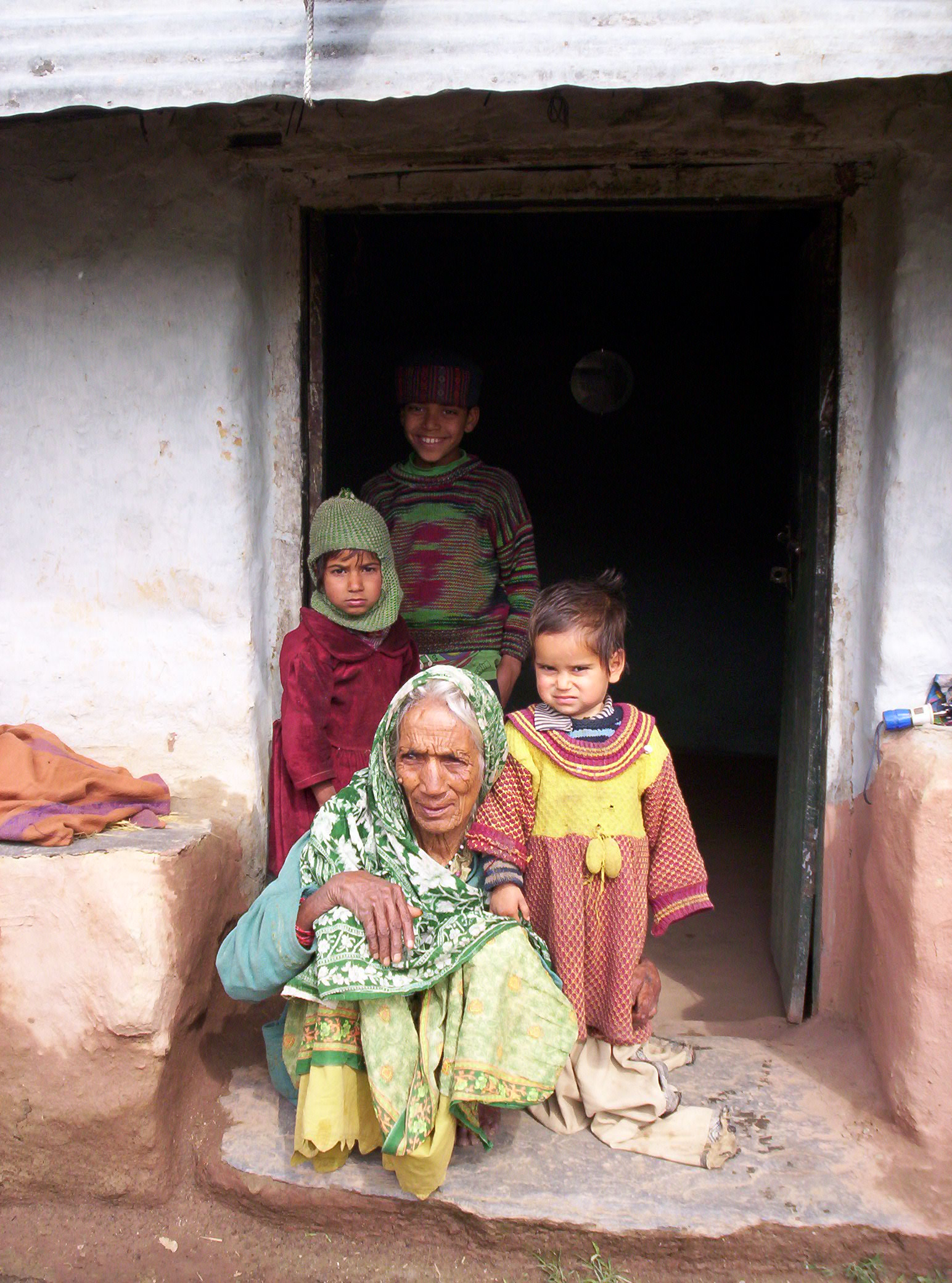
Babička s dětmi, staré kontrastuje s mladým
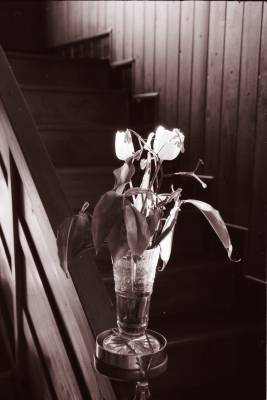
Květina, bílé květy jsou ohraničeny tmavou plochou
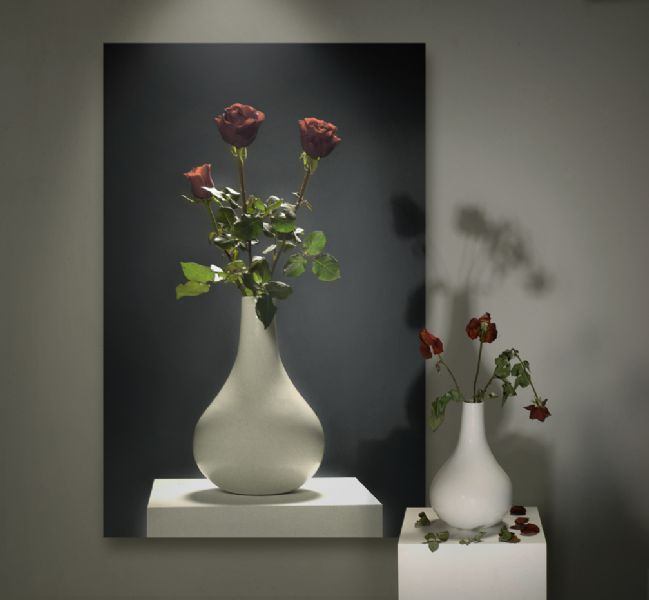
Norberto Puzzolo: Zátiší, světlé plochy rámují tmavé a tmavé obklopují světlé
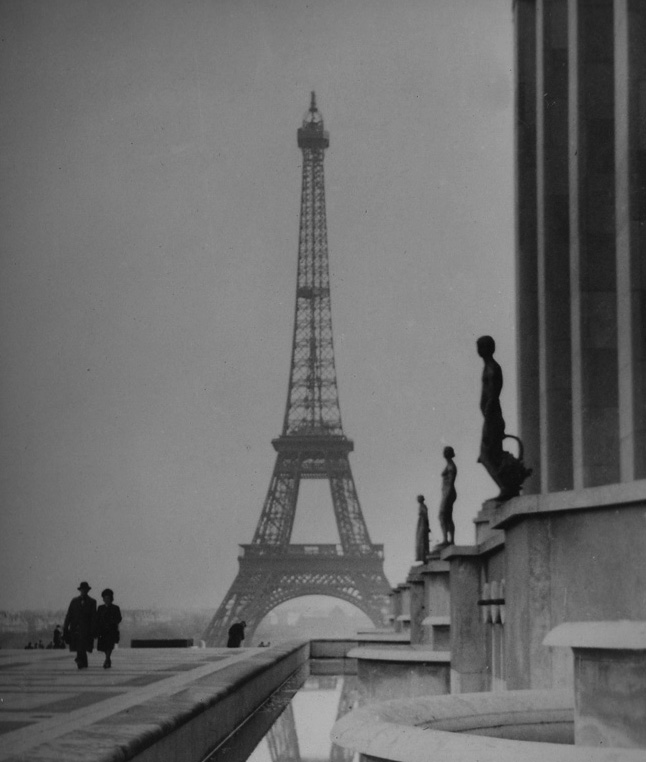
Kontrast velkého a malého, Eiffelova věž a falešný kontrast soch kvůli perspektivě